# Отделение Бригады № 2
Отделе́ние Брига́ды № 2 — посёлок в Ужурском районе Красноярского края России. Входит в состав Крутоярского сельсовета.

## География
Посёлок находится на расстоянии 31 км к северу от города Ужур, административного центра района.

## Население
| 2010 |
| ---- |
| 20   |

## Улицы
В посёлке имеется одна улица — Главная.